# Blow Monkeys The Masters
Blow Monkeys The Masters è una raccolta della band new wave / dance britannica nota in Italia come Blow Monkeys (più propriamente, The Blow Monkeys), pubblicata nel 1997, dall'etichetta Eagle (piuttosto conosciuta per la sua «Eagle Series» che raccoglie i master di molte band d'oltre-Manica). La raccolta, la seconda uscita dopo la più famosa Choices - The Singles Collection, del 1989, ripropone quasi tutti i singoli più famosi (tra cui tutti e quattro i singoli tratti dall'album più venduto della band, She Was Only a Grocer's Daughter, del 1987, contenente anche il loro più grande successo su singolo, la Numero 5 britannica It Doesn't Have to Be This Way, e i due singoli più famosi del precedente album, Animal Magic, Wicked Ways, e il primo vero singolo di successo della band, Digging Your Scene), i tre singoli più conosciuti dell'album di debutto, Limping for a Generation, del 1984, i due brani inediti della precedente collection, vale a dire i due duetti con Sylvia Tella (la celebre Choice? e la meno celebre Slaves No More), l'ultimo singolo in assoluto pubblicato dal gruppo prima dello scioglimento, La Passionara, dall'album Springtime for the World, del 1990, e soprattutto un'introvabile chicca, rappresentata dalla rara cover di Superfly, di Curtis Mayfield, maestro ispiratore del cantante e leader Dr. Robert, originariamente sul lato B di un singolo del 1986, Don't Be Scared of Me, uno tra i meno conosciuti e uno dei pochi a non essere entrati in classifica. In questo, il pezzo è stato seguìto da una canzone comunque piuttosto popolare, It Pays to Belong, tratta dall'album Whoops! There Goes the Neighbourhood, del 1988. Proprio da quest'ultimo lavoro provengono gli unici due brani inseriti nella raccolta che non sono mai stati pubblicati su formato singolo, ma che costituiscono due cosiddette stand-out tracks di quel disco, No Woman Is An Island e Squaresville, poste in chiusura della compilation. Spicca invece l'assenza di una traccia contenuta sull'album del 1988, sia molto famosa e apprezzata che alta in classifica (Numero 7, all'inizio del 1989), il pezzo intitolato Wait, che viene oggi considerato come l'iniziatore del sottogenere della dance in séguito etichettato come UK Garage. Probabilmente, la canzone non compare qui perché accreditata al solo Robert Howard (il vero nome di Dr. Robert), in duetto con la diva della Chicago House, Kym Mazelle.

## Tracce
1. Digging Your Scene (da Animal Magic, 1986)
2. Wicked Ways (da Animal Magic, 1986)
3. It Doesn't Have to Be This Way (da She Was Only a Grocer's Daughter, 1987)
4. Out with Her (da She Was Only a Grocer's Daughter, 1987)
5. Celebrate (The Day After You) (con Curtis Mayfield) (da She Was Only a Grocer's Daughter, 1987)
6. Some Kind of Wonderful (da She Was Only a Grocer's Daughter, 1987)
7. This Is Your Life (1989, da Whoops! There Goes the Neighbourhood, 1988)
8. Choice? (con Sylvia Tella) (da Choices - The Singles Collection, 1989)
9. Slaves No More (con Sylvia Tella) (da Choices - The Singles Collection, 1989)
10. La Passionara (da Springtime for the World, 1990)
11. Superfly (dal lato B del singolo Don't be Scared of Me, 1986)
12. Atomic Lullaby (da Limping for a Generation, 1984)
13. It Pays to Belong (da Whoops! There Goes the Neighbourhood, 1988)
14. Man from Russia (da Limping for a Generation, 1984)
15. Wildflower (da Limping for a Generation, 1984)
16. Forbidden Fruit (1985, da Animal Magic, 1986)
17. No Woman Is an Island (da Whoops! There Goes the Neighbourhood, 1988)
18. Squareville (da Whoops! There Goes the Neighbourhood, 1988)

## Formazione
- Dr Robert: testi, voce, chitarra, piano
- Mick Anker: basso
- Neville Henry: sassofono
- Tony Kiley: batteria e percussioni